# Chumbawamba

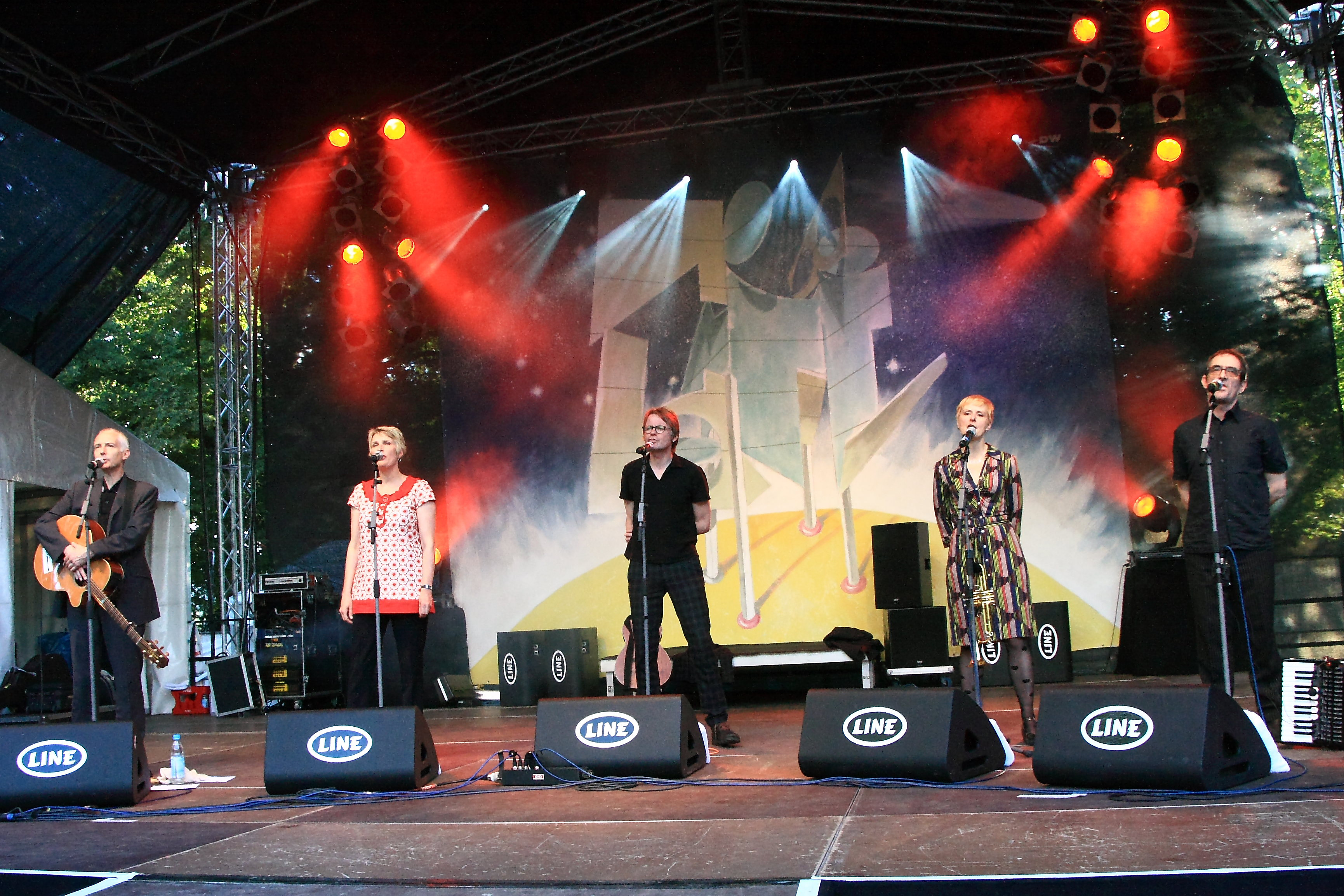
Chumbawamba in 2012

Chumbawamba was een Engelse band. De band begon als punkband, maar is in de loop der jaren allerlei stijlen gaan spelen zoals pop met dance-invloeden, wereldmuziek en folk. De band is het meest bekend van het nummer Tubthumping, een top 10-hit uit 1997.

## Geschiedenis
Chumbawamba ontstond in Burnley (Lancashire) in 1982 door een samenvoeging van twee bands uit Yorkshire, The Passion Killers en Chimp Eats Banana.
Midden jaren tachtig begon Chumbawamba met het uitbrengen van hun muziek op vinyl, via hun eigen label Agit-Prop (opvolger van hun label Sky and Trees Records). De eerste lp, Pictures of Starving Children Sell Records uit 1986, kwam als kritiek op het Live Aid-concert dat Bob Geldof in 1985 had georganiseerd. Volgens de band was dit concert enkel bedoeld om de aandacht af te leiden van de echte politieke oorzaken van honger in de wereld.

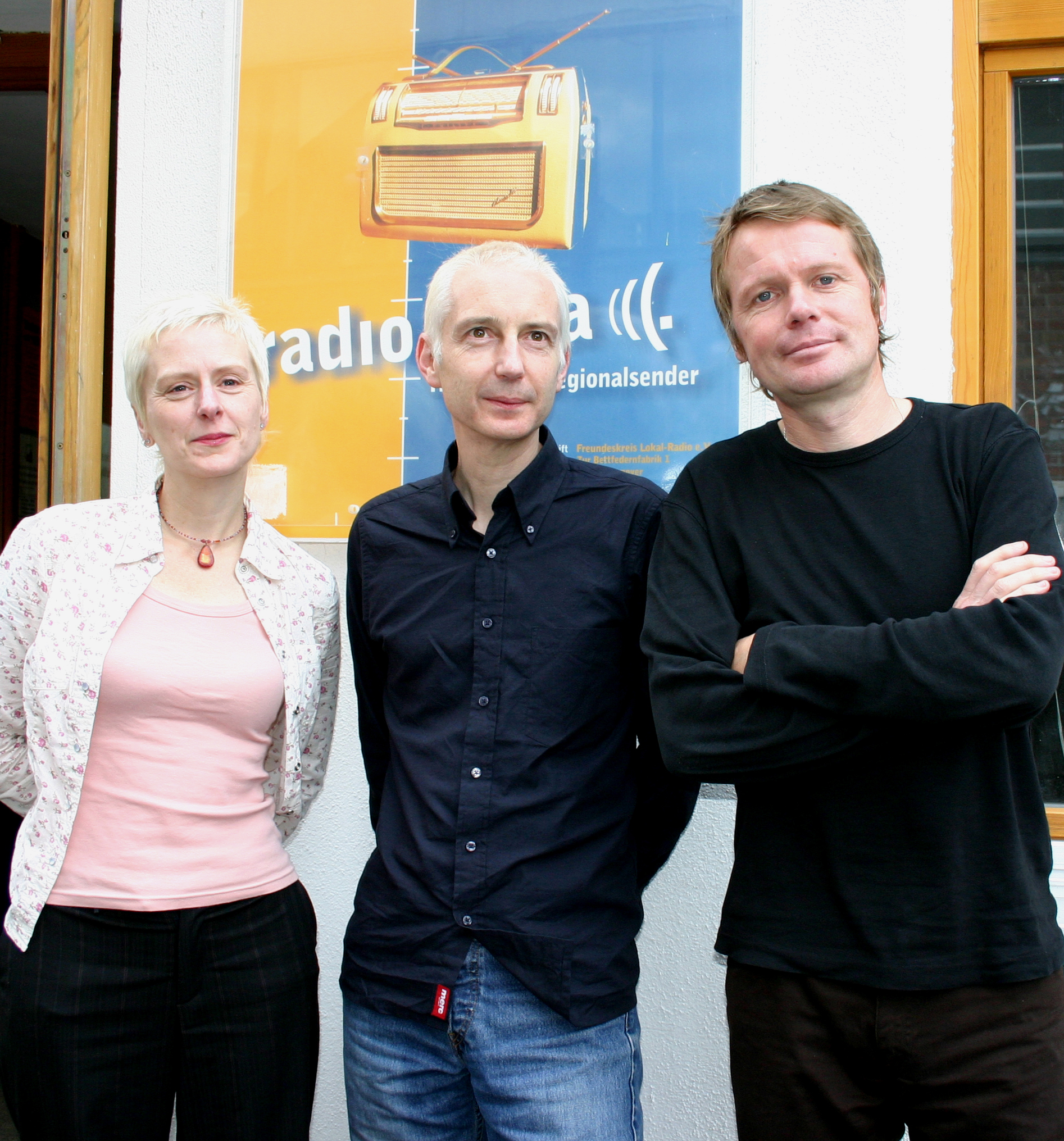
Jude Abbot, Neil Ferguson en Boff Whalley van Chumbawamba in 2005

Eind jaren tachtig-begin jaren negentig werden meer techno- en dance-invloeden hoorbaar in de muziek van Chumbawamba. Ze hadden hun oorspronkelijke anarchistische-punk roots verlaten en gingen meer richting pop, met bijvoorbeeld Slap! (1990) en Shhh (1992). Ze wisselden ook van platenlabel en tekenden een contract bij het onafhankelijke One Little Indian. Bij dit label brachten ze hun volgende plaat Anarchy (1994) uit. In 1997 tekenden ze opnieuw bij een ander platenlabel, EMI ditmaal. In dat jaar scoorden ze ook een van hun grootste hits: Tubthumping, welke destijds in Nederland veel gedraaid werd op o.a. Radio 538, Veronica FM en Radio 3FM en bereikte de 10e positie in de Nederlandse Top 40 en de 16e positie in de Mega Top 100. Ze brachten bij EMI hun album WYSIWYG uit in 2000. In 2001 werd de samenwerking met EMI beëindigd.
In 2002 creëerden ze weer een eigen label, MUTT, voor releases in Groot-Brittannië. Ze brachten onder dit label hun 11e album uit, Readymades, en ook Sic-Adventures in Anti-Capitalism, een boek met politieke en muzikale teksten door vrienden en verwanten van de bandleden.
General Motors betaalde Chumbawamba $100.000 om een deel van het liedje "Pass it along" te mogen gebruiken voor een reclamespot in 2002 rond een Pontiac-model. De band schonk het gehele bedrag aan de activistengroeperingen Indymedia en CorpWatch.
In 2004 bracht Chumbawamba het album Un uit, met invloeden uit de wereldmuziek. In 2005 besloten de bandleden hun tourtempo wat te verminderen. In 2007 bevestigde de band dat ze zou optreden op Glastonbury Festival. Na dertig jaar actief te zijn geweest stopte Chumbawamba in 2012.

## De naam
Over de betekenis van de naam bestaan diverse speculaties. De bandleden hebben zelf nooit een duidelijk antwoord gegeven op de vraag naar de betekenis. Meestal hielden ze het er op dat 'Chumbawamba' eigenlijk niets betekent.

## Bezetting
De bezetting van de band heeft nogal wat veranderingen ondergaan gedurende het bestaan van de groep.
De belangrijkste leden:
- Alice Nutter - zang en percussie
- Lou Watts - zang en toetsen
- Danbert Nobacon - zang en toetsen
- Boff Whalley - zang en gitaar
- Harry Hamer - drums
- Dunstan Bruce - zang
- Mavis Dillon (vertrok in 1995) - trompet
- Neil Ferguson - bass
- Jude Abbot (1996-) - zang en trompet

## Discografie

### Albums
| Album met eventuele hitnotering(en) in de Nederlandse Album Top 100 | Datum van verschijnen | Datum van binnenkomst | Hoogste positie | Aantal weken | Opmerkingen |
| ------------------------------------------------------------------- | --------------------- | --------------------- | --------------- | ------------ | ----------- |
| Tubthumper                                                          | 1997                  | 25-10-1997            | 76              | 5            |             |

### Singles
| Single met eventuele hitnotering(en) in de Nederlandse Top 40 | Datum van verschijnen | Datum van binnenkomst | Hoogste positie | Aantal weken | Opmerkingen               |
| ------------------------------------------------------------- | --------------------- | --------------------- | --------------- | ------------ | ------------------------- |
| Enough Is Enough                                              | 1993                  | 09-10-1993            | tip17           | -            | met Credit to the Nation  |
| Tubthumping                                                   | 1997                  | 04-10-1997            | 10              | 9            | Nr. 16 in de Mega Top 100 |
| Amnesia                                                       | 1998                  | -                     |                 |              | Nr. 96 in de Mega Top 100 |

| Single met hitnotering(en) in de Vlaamse Ultratop 50 | Datum van verschijnen | Datum van binnenkomst | Hoogste positie | Aantal weken | Opmerkingen |
| ---------------------------------------------------- | --------------------- | --------------------- | --------------- | ------------ | ----------- |
| Tubthumping                                          | 1997                  | 20-09-1997            | 9               | 13           |             |
| Amnesia                                              | 1998                  | 14-02-1998            | tip15           | -            |             |

## Liedjes van Chumbawamba in films
Een onvolledige lijst van films waarin liedjes van Chumbawamba werden gebruikt.
- Home Alone 3 (1997) - "Tubthumping"
- In God's Hands (1997) - "Tubthumping"
- Senseless (1997) - "Tubthumping"
- Air Bud 2 (1998) - "Tubthumping"
- Dirty Work (1998) - "Tubthumping", "Amnesia"
- The James Gang (1998) - "Outsider"
- Varsity Blues (1998) - "Tubthumping"
- Mystery, Alaska (1999) - "Amnesia"
- Soft Fruit (1999) - "Tubthumping"
- Stigmata (1999) - "Mary Mary (Stigmatic Mix)"
- Joe Somebody (2001) - "Tubthumping"
- Revengers Tragedy (2002) - "Revengers Tragedy: Soundtrack"
- RocknRolla (2008) - "My daddy was a bankrobber"
- Fired Up (2009) - "Tubthumping"